# Waiting for the End
"Waiting for the End" là một bài hát của ban nhạc rock người Mỹ Linkin Park, được phát hành vào ngày 1 tháng 10 năm 2010. Đây là đĩa đơn thứ 2 và bài hát thứ 8 trong album phòng thu thứ 4 của họ, A Thousand Suns, được phát hành vào ngày 14 tháng 9 năm 2010. Một video âm nhạc cho đĩa đơn, do Joe Hahn đạo diễn, đã được phát hành vào ngày 8 tháng 10 năm 2010 trên MTV.
Nó chủ yếu nhận được đánh giá tích cực từ các nhà phê bình và đạt vị trí thứ 42 trên bảng xếp hạng Billboard Hot 100 của Mỹ.
"Waiting for the End" là bài hát bởi Linkin Park yêu thích của Mike Shinoda.

## Hoàn cảnh
"Waiting for the End" được công bố là đĩa đơn thứ 2 của album tại thời điểm phát hành album.
Bài hát sử dụng rất ít tiếng guitar nhiễu và có nhạc tố khác với nhiều đĩa đơn trước đó của Linkin Park. Bài hát có những khổ hát theo phong cách reggae bởi Mike Shinoda, sau đó là cả 2 đoạn điệp khúc và khổ hát của Chester Bennington. Phần breakdown của bài hát sử dụng những đoạn hát của Bennington được phối lại. Bài hát này đã được góp mặt trong phim CSI trên kênh CBS vào ngày 14 tháng 10 năm 2010.

## Video âm nhạc

Ảnh chụp màn hình của video âm nhạc, cho thấy ca sĩ chính Chester Bennington được áp dụng các hiệu ứng kỹ thuật số.

Video âm nhạc chính thức do Joe Hahn đạo diễn. Video được quay vào tháng 9 năm 2010, trước khi phát hành A Thousand Suns và được phát hành trên MTV vào thứ Sáu ngày 8 tháng 10 năm 2010. Trong video có cảnh toàn bộ ban nhạc biểu diễn bài hát trong bóng tối cùng với các hiệu ứng kỹ thuật số thử nghiệm và nhiễu hình được áp dụng lên họ.
Tính đến tháng 1 năm 2021, bài hát đã có hơn 196 triệu lượt xem trên YouTube.
Joe Hahn đã viết một bài đăng trên blog mô tả về video âm nhạc:
Đoạn clip là một thử nghiệm trong việc tạo ra phiên bản kỹ thuật số nhất của chính chúng ta theo bảng màu chủ đạo trực quan của A Thousand Suns. Nếu bạn đã theo dõi thiết kế hình ảnh của chúng tôi trong suốt album này, đây là bước tiếp theo trong hành trình của chúng tôi. Tôi muốn thúc đẩy bản thân đi thật xa trên con đường kỹ thuật số đến mức cảm thấy thuộc về tầng tâm linh. Khi chúng ta sống trong sự ồn ào của kỹ thuật số ngày nay, chúng ta có thể tìm thấy trung tâm nhân tính của chúng ta giữa sự hỗn loạn ấy. Đây là minh họa của tôi về điều đó.

Video đã được xếp ở vị trí thứ 28 trong danh sách Top 40 Video của Năm bởi VH1.

## Đón nhận
Michael Menachem của Billboard đã đánh giá tích cực cho bài hát, cho rằng ""Waiting for the End" mang đến sự hoành tráng của "Numb" và "Faint", nhưng bộ khung đa nhịp của nhà sản xuất Rick Rubin và lời bài hát nhân văn của nhóm đã khiến nó khác biệt với các bản hit trước đây của Linkin Park."  James Montgomery từ MTV ca ngợi bài hát, mô tả nó là "một phần là bản ballad bay bổng và da diết, một phần là sự hòa quyện thể loại Ragga dancehall réo rắt, và không có phần nào mà LP đã từng thực hiện trước đây." 

## Doanh số thương mại
"Waiting for the End" ra mắt ở vị trí 96 trên US Billboard Hot 100 khi phát hành album. Sau khi xuống hạng và trở lại bảng xếp hạng nhiều lần, nó đã vươn đến vị trí 42, duy trì 23 tuần trên bảng xếp hạng. Nó cũng đã giành được vị trí thứ 2 trên bảng xếp hạng Rock Songs. Sau 15 tuần đứng trên bảng xếp hạng Alternative Songs, nó đã thay thế "Tighten Up" của The Black Keys ở vị trí số 1, mang lại cho ban nhạc bài hát quán quân thứ 10 trên bảng xếp hạng này. Tính đến tháng 6 năm 2014, đĩa đơn đã bán được hơn 1.058.000 bản tại Mỹ, trở thành đĩa đơn bán chạy thứ 9 của họ tại Mỹ. Mặc dù đạt đỉnh thấp hơn "The Catalyst", đây là đĩa đơn thành công nhất ở Mỹ từ album. Bên ngoài nước Mỹ, bài hát nói chung kém thành công hơn "The Catalyst".

Chester Bennington đã nói điều này về sự thành công của đĩa đơn trong một cuộc phỏng vấn với MTV vào ngày 7 tháng 2 năm 2011:
Chúng tôi đã mất 2 năm để thực hiện bài hát ấy, và phải mất toàn bộ quá trình đó để chúng tôi thực sự hiểu được âm nhạc mới của mình, nên chúng tôi cũng hiểu rằng thính giả cũng sẽ mất thời gian để thực sự vừa lòng nó... Và 'Waiting for the End' là một ví dụ hoàn hảo về điều đó... phải mất một thời gian để nó thăng hạng trên các bảng xếp hạng, và nó đã lên vị trí số 1 tại bảng xếp hạng Alternative, và sau đó rớt xuống trở lại, rồi trở lại vị trí số 1.... Mọi người đang dần thấu hiểu được nó.

## Nhân sự
- Chester Bennington - hát chính, hát bè (phần rap thứ 2)
- Mike Shinoda - đàn organ, piano, rap và hát bè, guitar, EBow, sampler
- Brad Delson - guitar
- Dave "Phoenix" Farrell - guitar bass
- Joe Hahn - bàn xoay, sampler, lập trình
- Rob Bourdon - trống, bộ gõ

## Xếp hạng và chứng nhận
| Bảng xếp hạng (2010–2011)            | Vị trí cao nhất |
| ------------------------------------ | --------------- |
| Áo (Ö3 Austria Top 40)               | 34              |
| Bỉ (Ultratop 50 Flanders)            | 20              |
| Canada (Canadian Hot 100)            | 55              |
| Canada Hot AC (Billboard)            | 41              |
| Canada Rock (Billboard)              | 20              |
| Cộng hòa Séc (Rádio Top 100)         | 34              |
| Đức (GfK)                            | 29              |
| Polish Singles Chart                 | 48              |
| Slovakia (Rádio Top 100)             | 64              |
| Thụy Sĩ (Schweizer Hitparade)        | 58              |
| Anh Quốc Rock and Metal (OCC)        | 3               |
| Anh Quốc (OCC)                       | 90              |
| Hoa Kỳ Billboard Hot 100             | 42              |
| Hoa Kỳ Adult Pop Airplay (Billboard) | 11              |
| Hoa Kỳ Alternative Songs (Billboard) | 1               |
| Hoa Kỳ Pop Airplay (Billboard)       | 21              |
| Hoa Kỳ Mainstream Rock (Billboard)   | 37              |
| Hoa Kỳ Hot Rock Songs (Billboard)    | 2               |

| Bảng xếp hạng (2011)           | Vị trí |
| ------------------------------ | ------ |
| US Billboard Alternative Songs | 7      |
| US Billboard Rock Songs        | 10     |

| Bảng xếp hạng (2010–2019)     | Vị trí |
| ----------------------------- | ------ |
| US Hot Rock Songs (Billboard) | 48     |

| Quốc gia                                                    | Chứng nhận | Số đơn vị/doanh số chứng nhận |
| ----------------------------------------------------------- | ---------- | ----------------------------- |
| Hoa Kỳ (RIAA)                                               | Platinum   | 1.000.000‡                    |
| ‡ Chứng nhận dựa theo doanh số tiêu thụ và phát trực tuyến. |            |                               |

## Danh sách ca khúc
Tất cả các bài hát được sáng tác và biên soạn bởi Linkin Park.
| Đĩa đơn kỹ thuật số [phiên bản đầu tiên] | Đĩa đơn kỹ thuật số [phiên bản đầu tiên]      | Đĩa đơn kỹ thuật số [phiên bản đầu tiên] |
| STT                                      | Nhan đề                                       | Thời lượng                               |
| ---------------------------------------- | --------------------------------------------- | ---------------------------------------- |
| 1.                                       | "Waiting for the End"                         | 3:51                                     |
| 2.                                       | "The Catalyst" ("Guitarmagedon" DIOYY? Remix) | 3:06                                     |

| CD • Đĩa đơn kỹ thuật số [phiên bản thứ 2] | CD • Đĩa đơn kỹ thuật số [phiên bản thứ 2]   | CD • Đĩa đơn kỹ thuật số [phiên bản thứ 2] |
| STT                                        | Nhan đề                                      | Thời lượng                                 |
| ------------------------------------------ | -------------------------------------------- | ------------------------------------------ |
| 1.                                         | "Waiting for the End"                        | 3:51                                       |
| 2.                                         | "Waiting for the End" (The Glitch Mob Remix) | 4:54                                       |

| Đĩa đơn CD radio quảng cáo | Đĩa đơn CD radio quảng cáo | Đĩa đơn CD radio quảng cáo |
| STT                        | Nhan đề                    | Thời lượng                 |
| -------------------------- | -------------------------- | -------------------------- |
| 1.                         | "Waiting for the End"      | 3:51                       |